# Torre Brusilia
La Torre Brusilia (en francés: Tour Brusilia) es un edificio en el distrito de Schaerbeek de Bruselas, Bélgica, junto al parque Josafat. Fue diseñado por el arquitecto belga Jacques Cuisinier y construyó entre 1970 y 1974. Tiene 35 tiendas y 100 metros (330 pies) de altura, lo que lo convierte en el edificio más alto de tipo residencial en Bélgica. Un registro que perderá por la torre UP-site, también en Bruselas, una vez que se termine esta. Las plantas superiores ofrecen una amplia vista sobre Bruselas y más allá (hacia el norte hasta Amberes). Originalmente, el proyecto consistió en tres torres de pie en un círculo, de las que sólo se ha construido una.